# Punta Allen (Sandwich del Sur)
La punta Allen es una punta que marca el extremo más austral de la isla Jorge, en la parte central de las islas Sandwich del Sur. La Dirección de Sistemas de Información Geográfica de la provincia de Tierra del Fuego cita la punta en las coordenadas 58°27′38″S 26°10′34″O / -58.46056, -26.17611.´
Esta punta se encuentra tres kilómetros al sur de la punta Mathias, y al sur del cerro Franco de 915 metros de altura, marcando la entrada este a la bahía Phyllis.
Además, en esta punta se ubica uno de los puntos que determinan las líneas de base de la República Argentina, a partir de las cuales se miden los espacios marítimos que rodean al archipiélago.

## Historia
Fue cartografiada en 1930 por el personal británico de Investigaciones Discovery a bordo del RRS Discovery II y nombrada por H. T. Allen, miembro del Comité Discovery y el Colonial Office. También lleva su nombre una bahía en las islas Georgias del Sur.
La isla nunca fue habitada ni ocupada, y como el resto de las Sandwich del Sur se encuentra bajo control del Reino Unido que la hace parte del territorio británico de ultramar de las Islas Georgias del Sur y Sandwich del Sur, y es reclamada por la República Argentina, que la hace parte del departamento Islas del Atlántico Sur dentro de la provincia de Tierra del Fuego, Antártida e Islas del Atlántico Sur.